# هارتاكا أونو
هارتاكا أونو (باليابانية: 大野 敏隆) (مواليد 12 مايو 1978)، هو لاعب كرة قدم ياباني سابق كان يلعب كلاعب وسط.

## وصلات خارجية
- هارتاكا أونو على موقع الاتحاد الدولي (مؤرشف)  (الإنجليزية)
- هارتاكا أونو على موقع رابطة كرة القدم اليابانية للمحترفين (اليابانية)
- هارتاكا أونو على موقع قاعدة بيانات كرة القدم.إي يو (الإنجليزية)
- هارتاكا أونو على موقع عالم كرة القدم.نت (الإنجليزية)